# تودا کاتسوشیگه

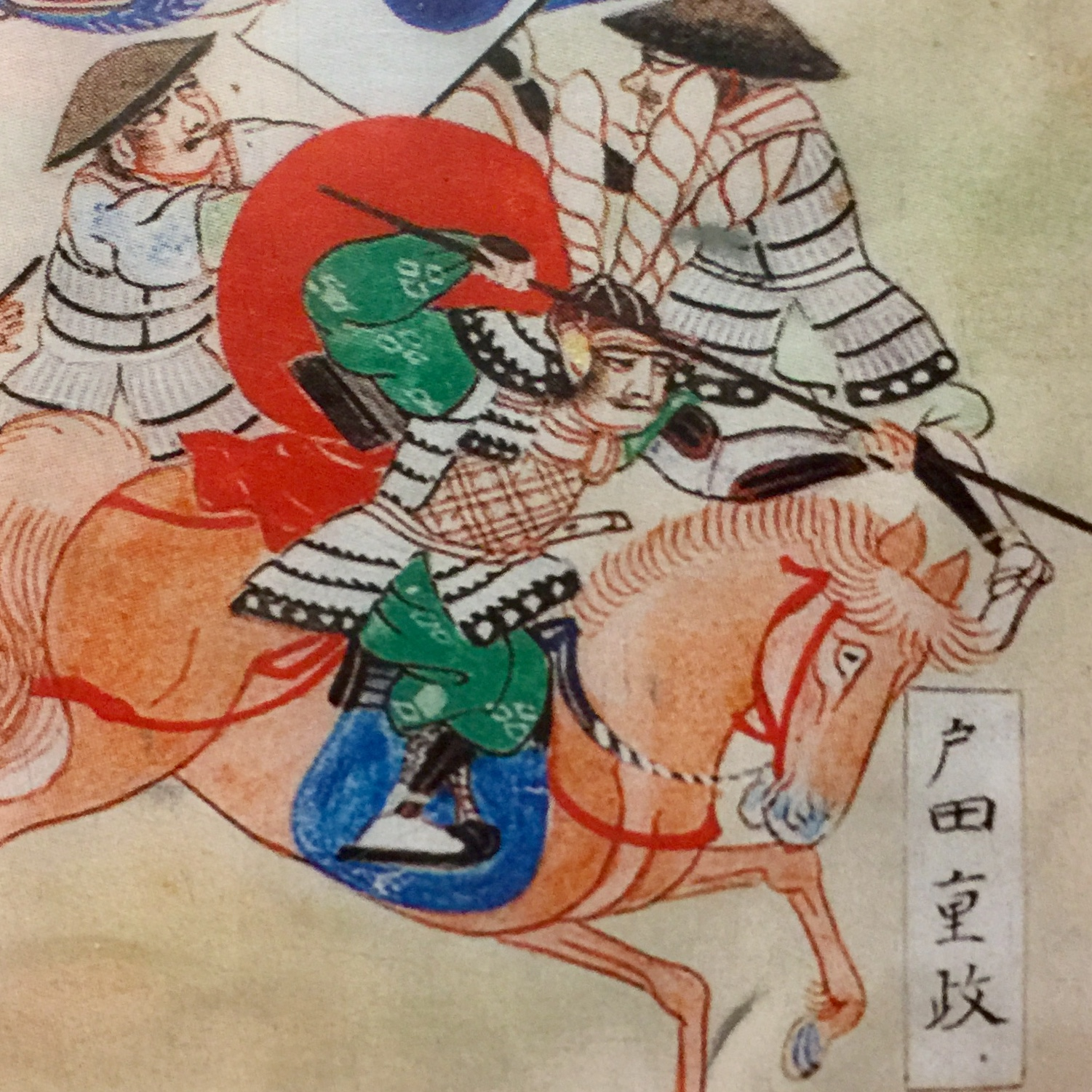
نگاره‌ٔ تودا کاتسوشیگه، نیزه‌به‌دست و سوار بر اسب

تودا کاتسوشیگه (به ژاپنی: 戸田 勝成 Toda Katsushige) (۱۵۵۷ – ۲۱ اکتبر، ۱۶۰۰) یک دایمیو در دوره سنگوکو و دوره آزوچی–مومویاما بود.